# فهرست فیلم‌های پویانمایی ۲۰۱۹
این فهرستی از فیلم‌های بلند پویانمایی است که در سال ۲۰۱۹ منتشر شدند.

## فهرست
| عنوان                                                            | کشور                                      | کارگردان                    | استودیو                                                          | تکنیک                         | یادداشت                            |
| ---------------------------------------------------------------- | ----------------------------------------- | --------------------------- | ---------------------------------------------------------------- | ----------------------------- | ---------------------------------- |
| شان گوسفنده: فارماگدون                                           | انگلستان                                  | ریچارد فلان ویل بچر         | آردمن انیمیشن استودیوکانال                                       | استاپ‌موشن                     | [ ۱ ]                              |
| نفرت‌انگیز                                                        | ایالات متحده آمریکا چین                   | جیل کالتن تاد وایلدرمن      | یونیورسال پیکچرز دریم‌ورکس انیمیشن پرل استودیوز                   | پویانمایی رایانه‌ای            | [ ۲ ] [ ۳ ] [ ۴ ]                  |
| خانواده آدامز                                                    | ایالات متحده کانادا                       | کنراد ورنن گرگ تیرنان       | مترو گلدوین مایر جاکال گروپ سینه‌سایت استودیوز یونایتد آرتیستس    | پویانمایی رایانه‌ای            | [ ۵ ]                              |
| فیلم پرندگان خشمگین ۲                                            | ایالات متحده فنلاند                       | توروپ ون اورمان جان رایس    | روویو انیمیشنز سونی پیکچرز انیمیشن                               | پویانمایی رایانه‌ای            | [ ۶ ]                              |
| عدالت شمالی: گروه تندر                                           | کانادا بریتانیا                           | آرون وودلی                  | اسسمبلاگه اینترتینمنت امبی مدیا گروپ ایک ستودیوس                 | پویانمایی رایانه‌ای            | [ ۷ ]                              |
| بچه فضایی Terra Willy: Planète inconnue                          | فرانسه                                    | اریک توستی                  | تات پروداکشنز باک فیلمز فرانسه سینما ۳ لاجیکال پیکچرز مستر فیلمز | پویانمایی رایانه‌ای            | [ ۸ ]                              |
| یورش معروف خرس‌ها به سیسیل La Fameuse Invasion des ours en Sicile | فرانسه ایتالیا                            | لورنتسو ماتوتی              | پریما لینه                                                       | پویانمایی رایانه‌ای            | [ ۱۰ ]                             |
| بتمن در برابر لاک‌پشت‌های نینجا                                    | ایالات متحده                              | جیک کاستورنا                | برادران وارنر انیمیشن دی‌سی کامیکس نیکلودئون                      | سنتی                          | [ ۱۱ ]                             |
| بتمن: هاش                                                        | ایالات متحده                              | جاستین کوپلند               | انیمیشن برادران وارنر دی‌سی انترتینمنت                            | سنتی                          |                                    |
| پرندگان از پر Manou the Swift                                    | آلمان                                     | کریستین هاس آندریا بلوک     | لوکس فیلم                                                        | پویانمایی رایانه‌ای            | [ ۱۳ ]                             |
| رز بمبئی                                                         | هند                                       | گیتانجالی رائو              | سینستان فیلم کمپانی                                              | سنتی                          | [ ۱۴ ]                             |
| آکادمی کرانستون: منطقه هیولا                                     | مکزیک کانادا انگلستان                     | لئوپولدو آگیلار             | انیما استودیوز                                                   | پویانمایی رایانه‌ای            | [ ۱۵ ]                             |
| دجال قاتل و پیروانش                                              | پاکستان انگلستان ترکیه مالزی اندونزی اردن | رعنا ابرار                  | وبج مدیا مسنگر۲۰۵۰                                               | پویانمایی رایانه‌ای            | [ ۱۶ ]                             |
| دامبو                                                            | ایالات متحده                              | تیم برتون                   | والت دیزنی پیکچرز تیم بورتون پروداکشنز                           | پویانمایی رایانه‌ای / لایواکشن |                                    |
| کارآگاه پیکاچو                                                   | ایالات متحده ژاپن                         | راب لترمن                   | برادران وارنر پیکچرز لجندری پیکچرز پوکمان                        | پویانمایی رایانه‌ای / لایواکشن |                                    |
| در جستجوی اژدها: داستانی برای تو                                 | ژاپن                                      | ریچیچی یاگی ماکوتو هانابوسا | شیروگومی                                                         | پویانمایی رایانه‌ای            | [ ۱۷ ]                             |
| یخ‌زده ۲                                                          | ایالات متحده                              | کریس باک جنیفر لی           | والت دیزنی پیکچرز استودیو انیمیشن والت دیزنی                     | پویانمایی رایانه‌ای            | [ ۱۸ ]                             |
| دختران و تانک                                                    | ژاپن                                      | تسوتومو میزوزیما            | آکتاس                                                            | سنتی                          | [ ۱۹ ]                             |
| چگونه اژدهای خود را تربیت کنیم: دنیای پنهان                      | ایالات متحده                              | دین دبلوا                   | یونیورسال پیکچرز دریم‌ورکس انیمیشن                                | پویانمایی رایانه‌ای            | [ ۲۰ ] [ ۲۱ ] [ ۲۲ ] [ ۲۳ ] [ ۲۴ ] |
| بدنم را گم کردم J'ai perdu mon corps                             | فرانسه                                    | جرمی کلاپین                 | شیلام                                                            | پویانمایی رایانه‌ای            | [ ۲۶ ]                             |
| لیگ عدالت در برابر پنج کشنده                                     | ایالات متحده                              | سام لیو                     | انیمیشن برادران وارنر دی‌سی انترتینمنت                            | سنتی                          |                                    |
| کلاوس                                                            | اسپانیا ایالات متحده                      | سرخیو پابلوس                | سپا ستودیوس نتفلیکس اترسمدیا سینه                                | سنتی / پویانمایی رایانه‌ای     | [ ۲۷ ] [ ۲۸ ] [ ۲۹ ]               |
| فیلم لگو ۲: بخش دوم                                              | ایالات متحده استرالیا دانمارک             | مایک میچل                   | برادران وارنر انیمیشن                                            | پویانمایی رایانه‌ای            | [ ۳۱ ] [ ۳۲ ] [ ۳۳ ] [ ۳۴ ] [ ۳۵ ] |
| لگو دی‌سی بتمن: مسائل خانوادگی                                    | ایالات متحده                              | مت پیترز                    | انیمیشن برادران وارنر دی‌سی انترتینمنت گروه لگو                   | پویانمایی رایانه‌ای            |                                    |
| شیرشاه                                                           | ایالات متحده                              | جان فاورو                   | والت دیزنی پیکچرز جان فاورو مووینگ پیکچر                         | پویانمایی رایانه‌ای            | [ ۳۶ ] [ ۳۷ ]                      |
| پوکمون: بازگشت به حملات میوتو—تکاملی                             | ژاپن                                      | کونیهیکو یویاما             | اوال‌ام                                                           | پویانمایی رایانه‌ای            | [ ۳۸ ]                             |
| حلقه گمشده                                                       | ایالات متحده                              | کریس باتلر                  | لایکا                                                            | استاپ‌موشن                     | [ ۳۹ ]                             |
| نژا Ne zha zhi mo tong jiang shi                                 | چین                                       | جیاوزی                      | یو یانگ کوکو کارتون هورگوس کولوروم پیکتورس اکتبر مدیا            | پویانمایی رایانه‌ای            | [ ۴۱ ]                             |
| نورم از شمال                                                     | ایالات متحده                              | ریچارد فین تیم مالتبی       | اسسمبلاگه اینترتینمنت دریم فاکتوری گروپ سپلاش اینترتینمنت        | پویانمایی رایانه‌ای            | [ ۴۲ ]                             |
| پلی‌موبیل                                                         | کانادا فرانسه آلمان                       | لینو دیسالوو                | اوپن رود فیلمز پتی آن انیمیشن استودیوز                           | پویانمایی رایانه‌ای            | [ ۴۳ ] [ ۴۴ ] [ ۴۵ ]               |
| سگ ملکه Royal Corgi                                              | بلژیک                                     | بن استاسن                   | Belga Productions nWave Pictures                                 | پویانمایی رایانه‌ای            | [ ۴۷ ]                             |
| حکمرانی سوپرمن‌ها                                                 | ایالات متحده                              | سام لیو                     | انیمیشن برادران وارنر دی‌سی انترتینمنت                            | سنتی                          | [ ۴۸ ]                             |
| زندگی پنهان حیوانات خانگی ۲                                      | ایالات متحده                              | کریس رناد                   | یونیورسال پیکچرز ایلومینیشن اینترتینمنت                          | پویانمایی رایانه‌ای            | [ ۴۹ ] [ ۵۰ ] [ ۵۱ ]               |
| جاسوسان نامحسوس                                                  | ایالات متحده                              | نیک برونو تروی کوان         | انیمیشن فاکس قرن بیستم بلو اسکای استودیو                         | پویانمایی رایانه‌ای            | [ ۵۲ ] [ ۵۳ ] [ ۵۴ ]               |
| استارداگ و توربوکت                                               | انگلستان                                  | بن اسمیت                    | هد گر فیلمس                                                      | پویانمایی رایانه‌ای            | [ ۵۵ ]                             |
| پرستوهای کابل Les Hirondelles de Kaboul                          | فرانسه                                    | زابو بریتمن الیا گوبه-مکولک | لس آرماتورس کلوزآپ فیلمز                                         | پویانمایی رایانه‌ای            | [ ۵۷ ]                             |
| داستان اسباب‌بازی ۴                                               | ایالات متحده                              | جاش کولی                    | والت دیزنی پیکچرز پیکسار                                         | پویانمایی رایانه‌ای            | [ ۵۸ ] [ ۵۹ ] [ ۶۰ ] [ ۶۱ ]        |
| عروسک‌های زشت                                                     | ایالات متحده                              | کلی اشبری                   | اس‌تی‌اکس اینترتینمنت                                              | پویانمایی رایانه‌ای            | [ ۶۳ ] [ ۶۴ ]                      |
| فرزند آب‌وهوا Tenki no Ko                                         | ژاپن                                      | ماکوتو شینکای               | کومیکس ویو فیلمز                                                 | سنتی                          | [ ۶۵ ]                             |
| زن شگفت‌انگیز: خطوط خون                                           | ایالات متحده                              | سام لیو جاستین کوپلند       | انیمیشن برادران وارنر دی‌سی انترتینمنت                            | سنتی                          |                                    |
| پارک شگفت‌انگیز                                                   | ایالات متحده اسپانیا                      | دیلن براون                  | پارامونت انیمیشن لاین انیمیشن استودیوز                           | پویانمایی رایانه‌ای            | [ ۶۶ ] [ ۶۷ ]                      |

## پرفروش‌ترین فیلم‌های پویانمایی ۲۰۱۹
۱۰ پرفروش‌ترین فیلم‌های پویانمایی سال ۲۰۱۹ عبارتند از:
| رتبه | عنوان                                       | توزیع‌کننده/ استودیو   | فروش جهانی     |         |
| ---- | ------------------------------------------- | --------------------- | -------------- | ------- |
| ۱    | شیرشاه                                      | والت دیزنی پیکچرز     | $۱٬۶۵۶٬۹۴۳٬۳۹۴ | [ ۶۸ ]  |
| ۲    | یخ‌زده ۲                                     | والت دیزنی پیکچرز     | $۱٬۴۵۰٬۰۲۶٬۹۳۳ | [ ۶۹ ]  |
| ۳    | داستان اسباب‌بازی ۴                          | والت دیزنی پیکچرز     | $۱٬۰۷۳٬۳۹۴٬۵۹۳ | [ ۷۰ ]  |
| ۴    | نژا                                         | بیجینگ اینلایت پیکچرز | $۷۲۹٬۹۵۷٬۷۰۴   | [ الف ] |
| ۵    | چگونه اژدهای خود را تربیت کنیم: دنیای پنهان | یونیورسال پیکچرز      | $۵۲۱٬۷۹۹٬۵۰۵   | [ ۷۳ ]  |
| ۶    | زندگی پنهان حیوانات خانگی ۲                 | یونیورسال پیکچرز      | $۴۳۰٬۰۵۱٬۲۹۳   | [ ۷۴ ]  |
| ۷    | خانواده آدامز                               | یونایتد آرتیستس       | $۲۰۳٬۰۴۴٬۹۰۵   | [ ۷۵ ]  |
| ۸    | فرزند آب‌وهوا                                | توهو                  | $۱۹۵٬۳۶۱٬۹۲۵   | [ ب ]   |
| ۹    | فیلم لگو ۲: بخش دوم                         | برادران وارنر         | $۱۹۲٬۳۰۶٬۵۰۸   | [ ۸۳ ]  |
| ۱۰   | نفرت‌انگیز                                   | یونیورسال پیکچرز      | $۱۸۹٬۷۷۶٬۰۰۴   | [ ۸۴ ]  |